# Lea Korte
Lea Korte (* 2. Juni 1963 in Frankfurt am Main; eigentlich Sylvia Ungeheuer) ist eine deutsche Schriftstellerin. Sie schreibt Liebesromane und historische Romane und bildet in ihrer „Romanschmiede“ Autoren aus.

## Leben
Schon früh begann Lea Korte, Geschichten zu schreiben. Nachdem sie unter einem anderen Pseudonym als Ana Capella drei Frauenromane und einen Entwicklungsroman geschrieben hatte, wandte sie sich dem historischen Roman zu. 1996 erschien Die Nonne mit dem Schwert, in der sie das Leben der im 17. Jahrhundert geborenen Catalina de Erauso verarbeitet hat, 2010 der Roman Die Maurin, in der sie die letzten 15 Jahre der spanischen Reconquista anhand des Lebens der Zarah as-Sulami erzählt. 2011 hat sie zum ersten Mal wieder einen Liebesroman veröffentlicht: Sommernacht auf Mallorca: Eine Liebesgeschichte, ein zeitgenössischer Roman, in dem aber auch zwei historische Figuren eine Rolle spielen: George Sand und Frédéric Chopin.
Im Dezember 2012 erschien ein weiterer historischer Roman von ihr: Das Geheimnis der Maurin.
Lea Korte ist Mitglied bei den Autorenvereinigungen Quo vadis, DeLiA, Montségur Autorenforum und bei den Mörderischen Schwestern.
Lea Korte hat vier Kinder und lebt in Deutschland und in Spanien.

## Werke
als Lea Korte:
- Die Nonne mit dem Schwert. droemer knaur, München 1996, ISBN 3-426-63386-8.
- Die Maurin. droemer knaur, München 2010, ISBN 978-3-426-50230-3.
- Das Geheimnis der Maurin. droemer knaur, München 2012, ISBN 978-3-426-50938-8.
- Sommernacht auf Mallorca. Eine Liebesgeschichte. Rütten & Loening, Berlin 2011, ISBN 978-3-352-00807-8.

als Ana Capella:
- Sommerblumenträume. E-Book. dotbooks, München 2018, ISBN 978-3-95824-385-9. Vormals: Ein Tisch mit drei Beinen. Heyne, München 2003, ISBN 3-453-86291-0.
- Sommerregenküsse. E-Book. dotbooks, München 2018, ISBN 978-3-96148-237-5. Vormals: Chaos an der Costa Brava. Heyne, München 2000, ISBN 3-453-16108-4.

als Anna Wolff:
- Das zweite Gesicht. Neurodermitis. Mein Weg aus der Verzweiflung. Luebbe, Bergisch Gladbach 2010, ISBN 978-3-404-61659-6.